# Galease
En galease er i skibsterminologi betegnelsen for en krydsning mellem galeonen og galejen, som havde flere rækker årer samt to master med latinersejl.
En galease er et tomastet[kilde mangler] sejlskib med skrog som en jagt og rigget med gaffelsejl. Den forreste mast, Stormasten, er lidt højere end den agterste, Mesan.